# Drosophila taeniata
Drosophila taeniata är en tvåvingeart som beskrevs av Elmo Hardy 1965. Drosophila taeniata ingår i släktet Drosophila och familjen daggflugor.
Artens utbredningsområde är Hawaii.